# Hyposcada sinilia
Hyposcada sinilia är en fjärilsart som beskrevs av Herrich-Schäffer 1864. Hyposcada sinilia ingår i släktet Hyposcada och familjen praktfjärilar. Inga underarter finns listade i Catalogue of Life.

## Bildgalleri

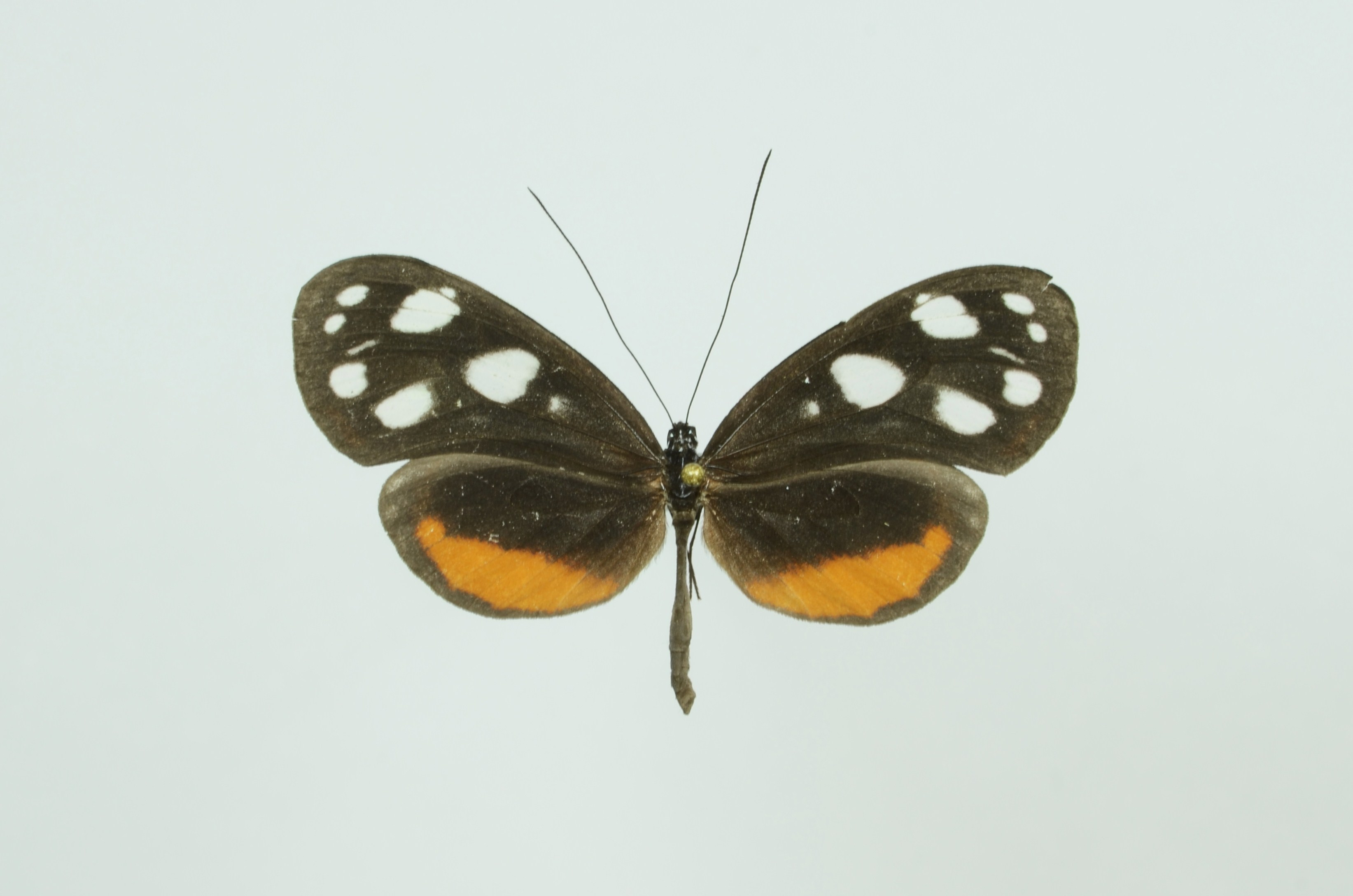
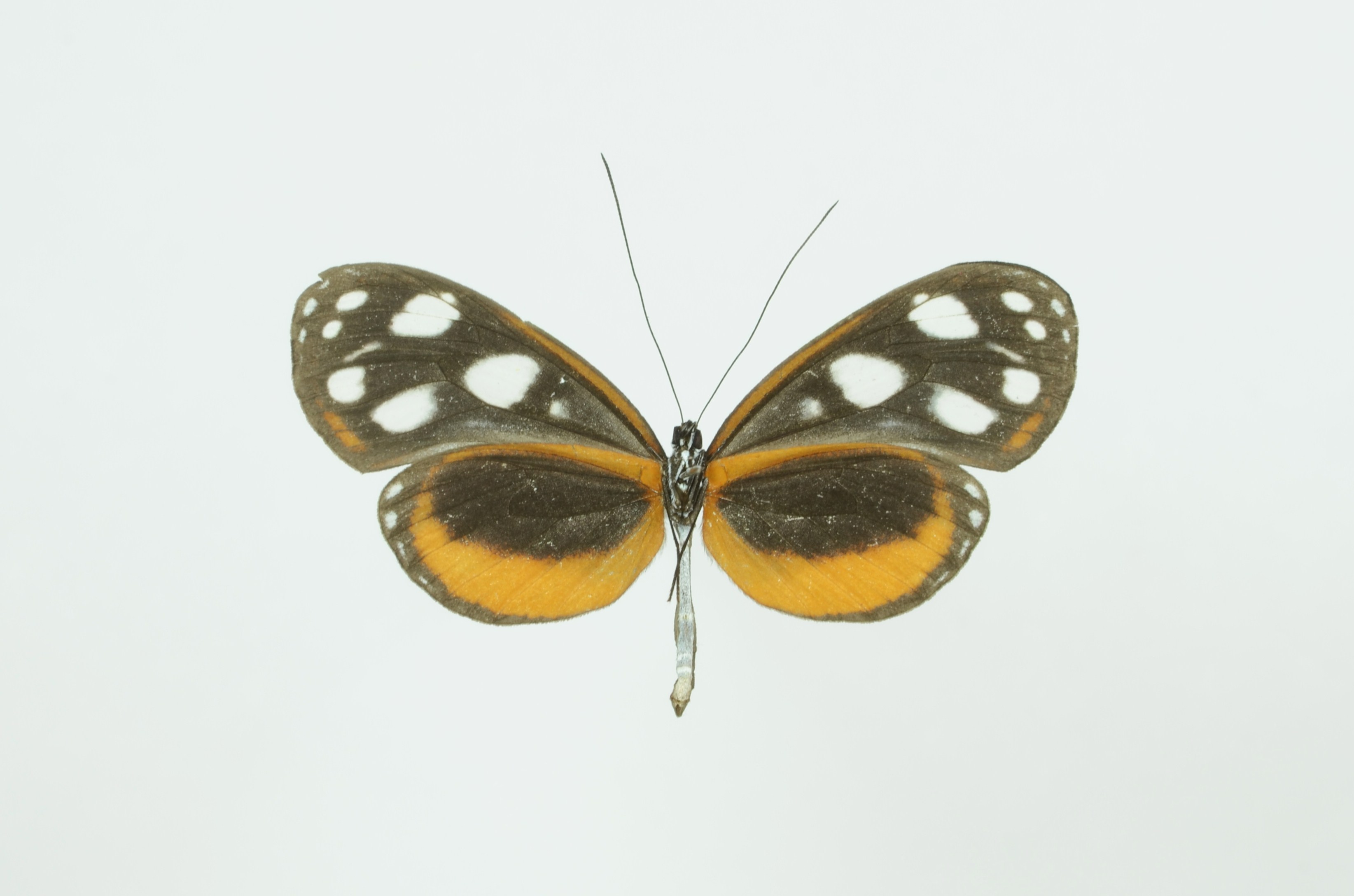